# Saint-François (Guadalupa)
Saint-François è un comune francese di 14 552 abitanti situato sulla costa orientale di Grande-Terre e facente parte del dipartimento d'oltre mare di Guadalupa.
Il territorio comunale occupa la stretta penisola orientale di Grande-Terre poco distante dal piccolo arcipelago delle Îles de la Petite Terre (Isole della piccola terra) e dall'isola di La Désirade.
Storicamente la sua economia era incentrata sull'agricoltura (coltivazione del cotone), ma attualmente, invece, è un'importante meta turistica e balneare.